# Kelly Klein
Pour les articles homonymes, voir Klein.
Kelly Klein (née le 28 janvier 1991 à Fairfield dans l'Ohio) est une catcheuse américaine. Elle est connue pour avoir travaillé à la Ring of Honor (ROH) où elle a remporté à trois reprises le championnat mondial des Women of Honor.

## Carrière

### Ring of Honor (2015-2019)

#### Débuts, triple championne mondiale et départ (2015-2019)
Elle dispute son premier match au sein de la fédération le 24 octobre 2015 lors de Glory by Honor XIV en battant Ray Lynn. Le 26 juin 2016, elle bat Taeler Hendrix. Elle enchaîne ensuite une série de matchs sans défaite durant entre 2016 et 2017, durant 478 jours.
Elle participe ensuite au tournoi pour le premier titre féminin de la fédération et atteint la finale du tournoi en battant successivement Jessie Brooks, Mandy Leon et Mayu Iwatani, mais perd la finale lors de Supercard of Honor XII contre Sumie Sakai. Elle remporte le match revanche face à Sumie Sakai, ainsi que Karen Q et Madison Rayne et remporte le titre mondial Women of Honor au cours de Final Battle 2018. Elle perd le titre contre Mayu Iwatani mais le récupère deux mois après. Elle concède son titre face à Angelina Love en septembre 2019 et le récupère une nouvelle fois deux semaines plus tard lors de Glory by Honor : NOLA.
Fin novembre 2019, il est annoncé que son contrat au sein de la fédération n'est pas renouvelé à la suite d'un différend entre elle et la fédération à la suite d'une blessure, alors qu'elle est encore championne en titre,.

## Vie privée
Elle est mariée depuis 2017 avec le catcheur B.J. Whitmer, mais a annoncé début janvier 2020 qu'elle entame une procédure de divorce.

## Palmarès
- Covey Promotions
  - 3 fois CP Women's Championship

- EMERGE Wrestling
  - 1 fois EMERGE Women's Championship (première)

- Mega Championship Wrestling
  - 1 fois MEGA Fighting Spirit Championship

- Ring of Honor
  - 3 fois Women of Honor World Championship (actuelle)

- Vicious Outcast Wrestling
  - 1 fois VOW Vixen's Championhip

- World Wonder Ring Stardom
  - Goddesses Of Stardom Tag League (2017) - avec Bea Priestley